# William Talman (acteur)
Pour les articles homonymes, voir Talman.
William Talman (né le 4 février 1915 à Détroit dans le Michigan et mort le 30 août 1968  à Encino en Californie) est un acteur et scénariste américain.

## Biographie
S'il est apparu dans plusieurs séries notables comme Les Mystères de l'Ouest ou Les Envahisseurs, la carrière de William Talman au cinéma est immortalisée par le rôle du tueur psychopathe Emmett Myers dans Le Voyage de la peur (1953) d'Ida Lupino qui prend en otage Edmond O'Brien et son ami. Il campe un personnage dépourvu de toute compassion, sadique et ayant la particularité de ne pas fermer son œil droit, exerçant ainsi un terrifiant et perpétuel contrôle sur ses otages.

## Filmographie partielle

### Cinéma
- 1950 : Le Kid du Texas (The Kid from Texas) de Kurt Neumann : Minninger
- 1950 : Armored Car Robbery de Richard Fleischer
- 1951 : The Racket de John Cromwell
- 1953 : Le Voyage de la peur d'Ida Lupino : Emmett Myers
- 1953 : Traqué dans Chicago de John H. Auer : Hayes Stewart
- 1955 : Le Fleuve de la dernière chance (Smoke Signal) de Jerry Hopper
- 1967 : Le Ranch de l'injustice d'Andrew V. McLaglen

### Télévision
- 1957-1966 : Perry Mason (série télévisée) : Hamilton Burger
- 1966 : Les Mystères de l'Ouest (The Wild Wild West), (série télévisée, Saison 2) - épisode 12, La Nuit de la Maison hantée (The Night of the Man-Eating House) : le Shérif